# Бриггс, Джон Никсон
Джордж Никсон Бриггс (англ. George Nixon Briggs; 12 апреля 1796, Адамс, штат Массачусетс — 12 сентября 1861, Питтсфилд, штат Массачусетс) — американский политик. Был членом Палаты представителей Конгресса США в 1831—1843 годах и губернатором штата Массачусетс с 1844 по 1851 год.
Бриггс изучал право и начал свою карьеру в 1818 году в качестве юриста в штате Массачусетс. В 1831 году он сменил Генри У. Дуайта в качестве члена Конгресса. Он оставался на должности до 1843 года, и в следующем году вступил на должность губернатора штата Массачусетс, на которой находился до 1851 года. Будучи губернатором, он представлял партию вигов. От партии «Know Nothing» баллотировался на должность губернатора в 1859 году, но проиграл выборы.